# Marietta Alboni
Marietta Alboni (ur. 6 marca 1826 w Città di Castello, zm. 23 czerwca 1894 w Ville-d’Avray koło Paryża) – włoska śpiewaczka operowa.
Marietta Alboni debiutowała mając 16 lat w Bolonii w tytułowej roli Safony, w utworze Giovanniego Pacini w 1842. W ciągu kilku następnych lat odbyła liczne podróże po Europie koncertując w: Austrii (1843), Rosji (1844–1845), Niemczech (1847). W latach 1852–1853 odbyła tournee po Hiszpanii i Stanach zjednoczonych. W 1853 roku poślubiła szlachcica Carlo Pepoli. Śpiewała na pogrzebie Gioacchino Rossiniego w 1868, niedługo potem odeszła na emeryturę z powodu pogłębiającej się otyłości. Jej ostatni występ operowy miał miejsce w 1872 w Monachium. W 1877 roku wyszła ponownie za mąż za francuskiego oficera Charlesa Ziegera. Została pochowana na cmentarzu Père Lachaise. Swój majątek zapisała na rzecz organizacji charytatywnych. W Paryżu znajduje się plac nazywany jej imieniem.